# Marcel Janco
Marcel Janco (Bucarest – Rumania, 1895 - Tel Aviv, 1984) fue un pintor y arquitecto rumano-israelí. Estudió arquitectura en el Instituto Politécnico de Zúrich y pintura con Iser-Josif. Hacia 1922 retornó a Rumania, donde se consolidó como pintor, y en 1941 emigró a Israel escapando del nazismo.
Participó en la fundación del movimiento dadaísta, compuesto en gran parte por poetas, pintores y filósofos que se opusieron a la Primera Guerra Mundial y al arte burgués, cimentando su concepción en que el caos, el Nihilismo y la falta de racionalidad iban a hacer del mundo un mejor lugar para vivir.[cita requerida]
A los 17 años, cuando aún se encontraba cursando sus estudios secundarios, Janco comenzó a publicar junto a Tristán Tzara e Ion Vinea la revista Symbol. Algunos años más tarde Janco y Tzara se volverán a encontrar y fundarán, junto a otros artistas, el grupo “Artistas Radicales”, movimiento embrionario del dadaísmo. 
En Israel su pintura se hizo más figurativa, entre el cubismo y el expresionismo, y se vinculó con las temáticas judías, pintando paisajes de las ciudades de Safed y Tiberíades. Trabajó además para la Municipalidad de Tel Aviv y para el Ministerio del primer ministro, y fue responsable de la selección de lugares para el establecimiento de parques nacionales. 
En 1952 participó del Bienal de Venecia y en 1953, sobre las ruinas de una villa árabe abandonada, Janco estableció un complejo artístico conocido como Ein Hod, que hoy en día alberga al Museo Dada Janco. Integró además el movimiento Ofakim Jadashim – “Nuevos Horizontes” – junto a otros artistas relevantes, y en 1967 fue galardonado con el Premio Israel en pintura.